# Queimada

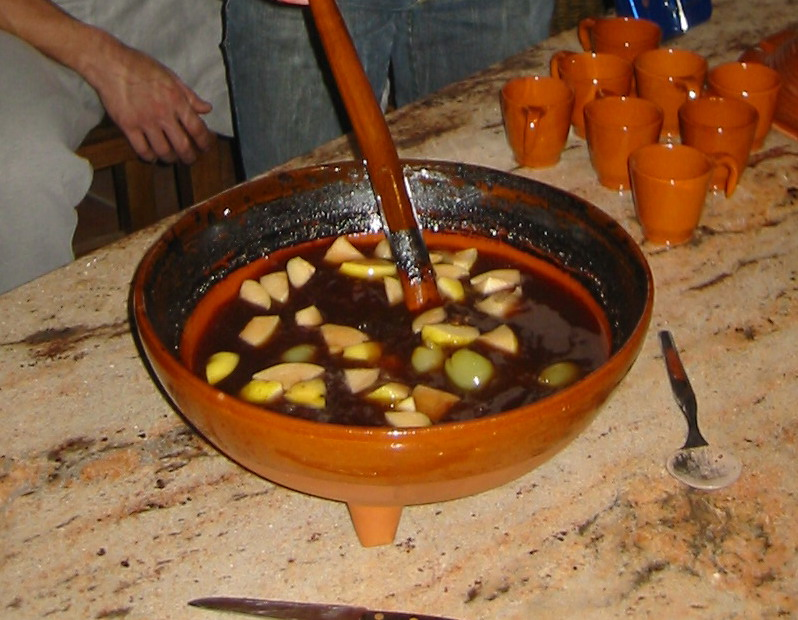
La queimada

Queimada è un film del 1969 diretto da Gillo Pontecorvo e interpretato da Marlon Brando.
Film drammatico in chiave politica, vuole essere una critica di ogni forma di colonialismo, e si avvale di un cast di quasi tutti attori non professionisti, su cui si distingue la recitazione di Marlon Brando. Con lui il regista ebbe diversi scontri dialettici riguardo all'interpretazione del ruolo assegnatogli.

## Trama[3]
Queimada è un'isola immaginaria nell'arcipelago delle Antille, da diversi secoli sottoposta alla dominazione politica ed economica del Portogallo. Nel XIX secolo la corona britannica, interessata ad ampliare i propri commerci nella zona, appoggia la causa d'indipendenza della ricca borghesia dell'isola e invia a Queimada William Walker, agente inglese sotto copertura diplomatica, incaricato di fomentare la rivoluzione borghese. Questi, uomo pragmatico e intelligente, riesce a coinvolgere nella rivoluzione anche gli schiavi dell'isola, servendosi della leadership di José Dolores, uomo molto carismatico tra i diseredati. Con l'obiettivo di sostituire al controllo portoghese quello britannico, Walker stesso s'incarica d'indottrinare ideologicamente, di armare e di istruire José. Questi, con un piccolo gruppo di seguaci, rapina la banca centrale e con il bottino prepara la rivolta.
La rivoluzione riesce, ma non sarà il popolo a governare l'isola: Walker infatti ha messo in guardia i meticci borghesi, avvertendoli che il popolo non si fermerà all'indipendenza ma pretenderà l'uguaglianza sociale. Così si s'instaura il debole governo di Teddy Sanchez, mediocre rappresentante della borghesia locale. Per i contadini, a un padrone si sostituisce l'altro, mentre miseria e sudditanza restano uguali. José Dolores non sopporta di vedere vanificati i suoi sforzi di lotta e con la forza si impone sul trono lasciato libero dal viceré portoghese. Una volta al potere tuttavia si rende conto di non avere gli strumenti per provvedere all'economia dell'isola, a vendere lo zucchero e a sfamare la sua gente e Walker, con lo scopo di aprire il commercio dello zucchero al mercato inglese, lo convince che non è possibile mantenere l'economia senza un attivo sostegno bianco. Nel timore di rimanere tagliato fuori dalla civiltà e dal commercio, Dolores depone le armi e lascia a Sanchez il potere. Presto Sanchez viene brutalmente sostituito dal generale Prada, che ha intenzione di sottomettere definitivamente i contadini.
Dieci anni dopo, il rivoluzionario Dolores infiamma ancora una volta la sua gente per chiedere l'indipendenza economica dall'Inghilterra e l'uguaglianza di tutti gli uomini. Gli inglesi incaricano nuovamente Walker, ormai disilluso e in rovina economica, di fermare questa rivolta. Walker accetta e cerca di contattare il suo antico alleato José, ma questa volta è convinto che il movimento popolare non può essere domato se non con l'intervento diretto dei cannoni e delle truppe inglesi le quali, bruciando le piantagioni di canna da zucchero, fanno uscire allo scoperto i rivoltosi. Ancora una volta l'isola viene bruciata, come dice il nome in portoghese: queimada.
Walker, dopo aver catturato Dolores, gli offre una possibilità di fuga ma questi rifiuta: capisce che, liberandolo, gli inglesi vogliono evitare di creare una leggenda per il popolo dell'isola, e quindi accetta il destino dell'impiccagione, per essere d'esempio ai futuri rivoluzionari. Walker, moralmente sconfitto, sta per imbarcarsi e rientrare in patria ma viene pugnalato da uno degli uomini di Dolores.

## Personaggi[6]
William Walker, in ogni azione, è guidato esclusivamente dal calcolo freddo e razionale delle conseguenze che è possibile prevedere e dei vantaggi che se ne possono trarre; considerazioni su ciò che è bene o male sono per lui una debolezza inutile ed ipocrita. Il suo metodo è efficace e sembra destinato ad una inesorabile vittoria, ma il sentiero che lui percorre si fa via via più stretto e contorto, sempre più chiaramente egli riconosce che le idee portanti della sua civiltà sono la copertura di interessi meschini e disumani.
L'agente di sua maestà britannica sente sempre più opprimente la mancanza di un ideale che in qualche modo giustifichi le immani sofferenze imposte dalla guerra. Josè Dolores, il suo antagonista, al contrario insegue con la tenacia dell'istinto un valore primordiale da poco riscoperto, oltre il quale intravede sangue e dolore, ma che non vuol più perdere, il sogno della libertà.

## Produzione
Coproduzione italo-francese organizzata da Alberto Grimaldi e finanziata in larga parte dalla distributrice americana United Artists, il film prevedeva un'ambientazione nei Caraibi, in cui la dominazione era stata storicamente spagnola ma, in seguito a pressioni dei distributori spagnoli della United Artists che temevano di perdere un mercato lucroso, Quemada fu trasformata in Queimada incappando in alcuni errori narrativi, come ad esempio la sequenza della garrota.
Per la parte del protagonista, la produzione non ebbe difficoltà ad ottenere Marlon Brando che, dopo tre insuccessi come Riflessi in un occhio d'oro, Candy e il suo pazzo mondo e La notte del giorno dopo, all'epoca attraversava un periodo di quotazioni molto basse. Accettando questo film, Brando dichiarò di voler recitare d'allora in avanti solo in film con contenuti sociali, pertanto rifiutò un potenziale successo come Butch Cassidy.
Non fu invece così facile la scelta dell'antagonista, per il quale la produzione avrebbe voluto a tutti i costi Sidney Poitier. Pontecorvo insistette invece per imporre un cast di nativi locali (la maggior parte dei quali non sapeva neppure cosa fosse il cinema), analfabeti, in una condizione molto simile a quella degli abitanti delle colonie sfruttati dai bianchi e diffidenti verso gli stranieri. A conferma di ciò, come raccontato da Pontecorvo stesso, quando la troupe in cerca di una foresta da bruciare intravide Evaristo Márquez e tentò di avvicinarlo per affidargli la parte dell'antagonista, questi si diede alla fuga in groppa a un cavallo, temendo che si trattasse di una jeep della polizia locale: ci volle un'ora di inseguimento per fargli capire le intenzioni pacifiche del regista, ed altrettanto per convincerlo a lavorare nel film. Marquez non parlava neanche lo spagnolo ma solo un dialetto incomprensibile e Pontecorvo dovette spostare i piani della lavorazione lasciando per ultime tutte le scene in cui avrebbe dovuto comparire José Dolores. Nel frattempo, gli assistenti, il regista e sua moglie, Renato Salvatori e lo stesso Brando dovettero insegnargli la parte in maniera meccanica. Brando fu il primo a spazientirsi e a litigare con il regista, perché non sopportava questa impostazione, tanto da affermare che «Stanislavskij si sarebbe rivoltato nella tomba». Il generale Prada fu interpretato da un avvocato colombiano e, per  il ruolo del rappresentante della Royal Sugar inglese fu scelto l'amministratore della British Petroleum in Colombia. Salvatori fu, insieme a Brando, uno dei pochissimi attori professionisti.
Il film non poté essere girato nei Caraibi, perché zona completamente rovinata dal turismo. Si preferì girare quasi interamente a Cartagena, in Colombia, città dell'epoca coloniale, all'epoca quasi intatta, in cui il paesaggio aveva mantenuto una sua primitiva violenza. La fotografia, necessariamente a colori per un'esigenza narrativa, fu affidata a Marcello Gatti, al quale il regista chiese toni smorzati, come se la patina del tempo avesse sbiadito i colori di un libro di avventure. Ennio Morricone creò una musica sperimentale, elemento di raccordo nel montaggio fra le scene. Ad esempio il commento sonoro carnevale è in puro stile free jazz.

## Accoglienza
Queimada non ottenne dovunque lo stesso successo. In Italia fu accolto da giudizi critici controversi: alcuni positivi, anche dalla stampa cattolica («Un film d'impegno, sia dal punto di vista spettacolare sia da quello del contenuto») o laica che vi rintracciava gli ultimi segni di quella stagione del cinema impegnato che si svolse nell'Italia degli anni sessanta («innegabilmente un grande film, ma ancora più l'epitome di una stagione prodiga di vibranti passioni civili e di generosi slanci libertari»); altri negativi, che bocciavano il film come eccessivamente propagandista e populistico.. I richiami politici all'attualità del periodo in cui il film fu girato furono notati da tutti i critici. I rimandi allusivi alla guerra del Vietnam, alla rivoluzione cubana e al marxismo, l'eccessiva verbosità dei personaggi, l'anacronismo negli aforismi ideologici pronunciati, furono gli elementi che indussero a giudicare Queimada un film palesemente didascalico e schierato.
In Francia (dove il film uscì quasi in contemporanea con La battaglia di Algeri) e in Canada il successo fu strepitoso e le critiche estremamente favorevoli. La critica francese lo giudicò «il più bel grido di rivolta di un cineasta infiammato» e volle vedere in Brando un eroe romantico, «dilaniato tra la sua intelligenza e le sue capacità al servizio di una causa che contraddice la sua sensibilità segreta».
Negli Stati Uniti invece, la United Artists, nonostante il richiamo commerciale di Marlon Brando giudicato nella sua «migliore interpretazione degli ultimi anni», per paura del suo potenziale eversivo tagliò una ventina di minuti dalla pellicola creando vistose lacune nella trama e lo fece uscire in un circuito di film d'azione proponendolo con il titolo Burn! (brucia!), senza alcun lancio pubblicitario, a un pubblico impreparato al cinema politico.  
«Queimada è un film duro. La violenza dell'esercito e delle truppe inglesi è orrenda nel mostrare gli incendi dei villaggi, l'uso dei cani contro i ribelli e lo sradicamento della popolazione. D'altra parte anche i ribelli mostrano un aperto spirito di lotta violenta. Gli ex schiavi non sono tutti fratelli, al contrario le truppe del costituito Stato indipendente che danno la caccia ai ribelli sono in maggioranza neri e alcuni di loro deridono crudelmente il prigioniero Dolores. Il risultato storico del film risiede nel raccontare storie al contempo specifiche e generali e nel fornire una visione d'insieme del mutamento di classe e di potere e del ritmo della trasformazione storica».